# 学校法人愛知享栄学園
学校法人愛知享栄学園（がっこうほうじんあいちきょうえいがくえん）は、愛知県名古屋市に本部を置く学校法人である。

## 概要
現在、愛知県内で、2高等学校・1幼稚園を運営している。
グループ校で創立が最も古い愛知県名古屋市瑞穂区の享栄高校が実質の源流校である。
法人内の2高校（享栄高、栄徳高）は甲子園・野球部で有名であるが、同じ法人内で競った例は現在のところない。

## 沿革
- 2014年（平成26年）4月：学校法人享栄学園からの法人分割により、学校法人鈴鹿享栄学園とともに、学校法人愛知享栄学園が発足。
  - 学校法人愛知享栄学園・初代理事長：長谷川信孝

## 設置校
- 享栄高等学校
- 栄徳高等学校
- 享栄幼稚園

## グループ校

### 学校法人享栄学園
- 鈴鹿大学（旧：鈴鹿国際大学）
- 鈴鹿大学短期大学部（旧：鈴鹿短期大学）

### 学校法人鈴鹿享栄学園
- 鈴鹿中等教育学校
- 鈴鹿高等学校

### 過去の設置校
- 専門学校享栄ビジネスカレッジ